# Sigrún Ólafsdóttir
Sigrún Ólafsdóttir (* 1963 in Reykjavík) ist eine isländische Bildende Künstlerin.

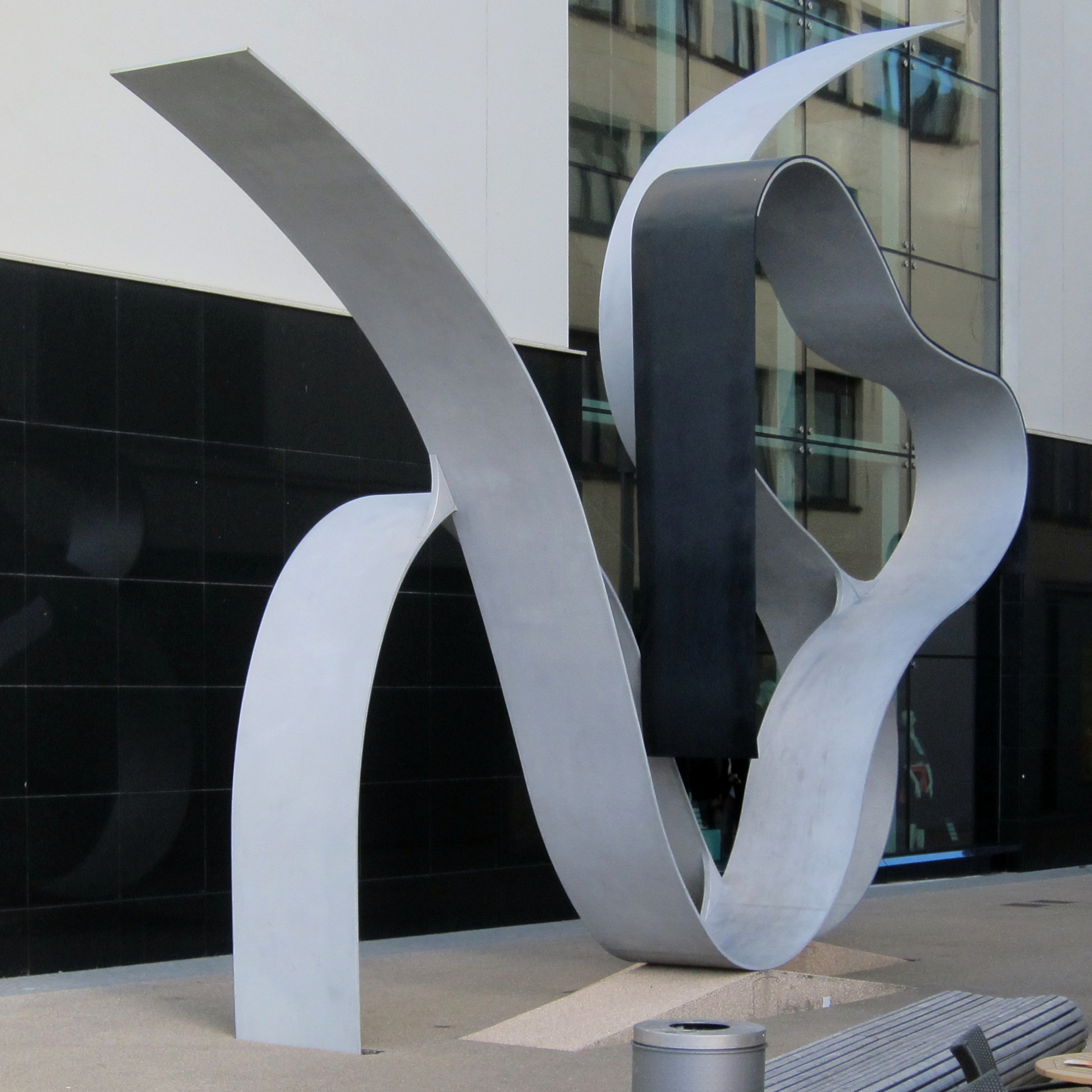
Skulptur "DUO" in der Saarbrücker Schifferstraße

## Leben und Werk
Sigrún Ólafsdóttir studierte zunächst Bildhauerei in Reykjavík und setzte ihre Ausbildung von 1990 bis 1994 an der Hochschule der Bildenden Künste Saar in Saarbrücken fort. Sie war Meisterschülerin bei Wolfgang Nestler. Neben Malerei und Zeichnung ist Sigrún Ólafsdóttir besonders durch ihre Plastiken hervorgetreten. Es sind dies zumeist sehr große Objekte, die trotz des verwendeten Materials (oft sind es Holz und Stahl) eine überraschende Leichtigkeit vermitteln.
Sie lebt und arbeitet in Saarbrücken.

## Preise
- 1995: Kunstförderpreis der Landeshauptstadt Saarbrücken, Saarland
- 2000: Sickingen Kunstpreis, Landkreis Kaiserslautern
- 2006: Pollock-Krasner Stipendium der Pollock-Krasner Stiftung N.Y./USA
- 2007: CIA Stipendium, Center for Icelandic Art, Island
- 2022: Albert-Weisgerber-Preis für Bildende Kunst der Stadt St. Ingbert[1][2]

## Einzelausstellungen
- 2007: Galerie Turpentine, Reykjavík, Island
- 2005: “Force and Tenderness ”, Stadtgalerie Saarbrücken

Museum St. Wendel – Mia-Münster-Haus
Wilhelm-Hack-Museum Ludwigshafen
- 1990 Living Art Museum, Reykjavík, Island

## Ausstellungsbeteiligungen
- 2007: Zeitsprung, 85 Jahre Saarländischer Künstlerbund,

Stadtgalerie Saarbrücken
Skulptur am Fluss, Bildhauersymposium Stadt Konz
- 2003: kunst los, Saarländischer Künstlerbund, Stadtgalerie Saarbrücken

## Werke in öffentlichen Sammlungen
Museum Listasafn Reykjavíkurborgar, Island
Regierungspräsidium, Karlsruhe
Landeszentralbank Saarland und Rheinland-Pfalz
Landesbank Saar, Saarbrücken
Sparkasse Saarbrücken
Staatskanzlei Saarbrücken

## Werke im öffentlichen Raum

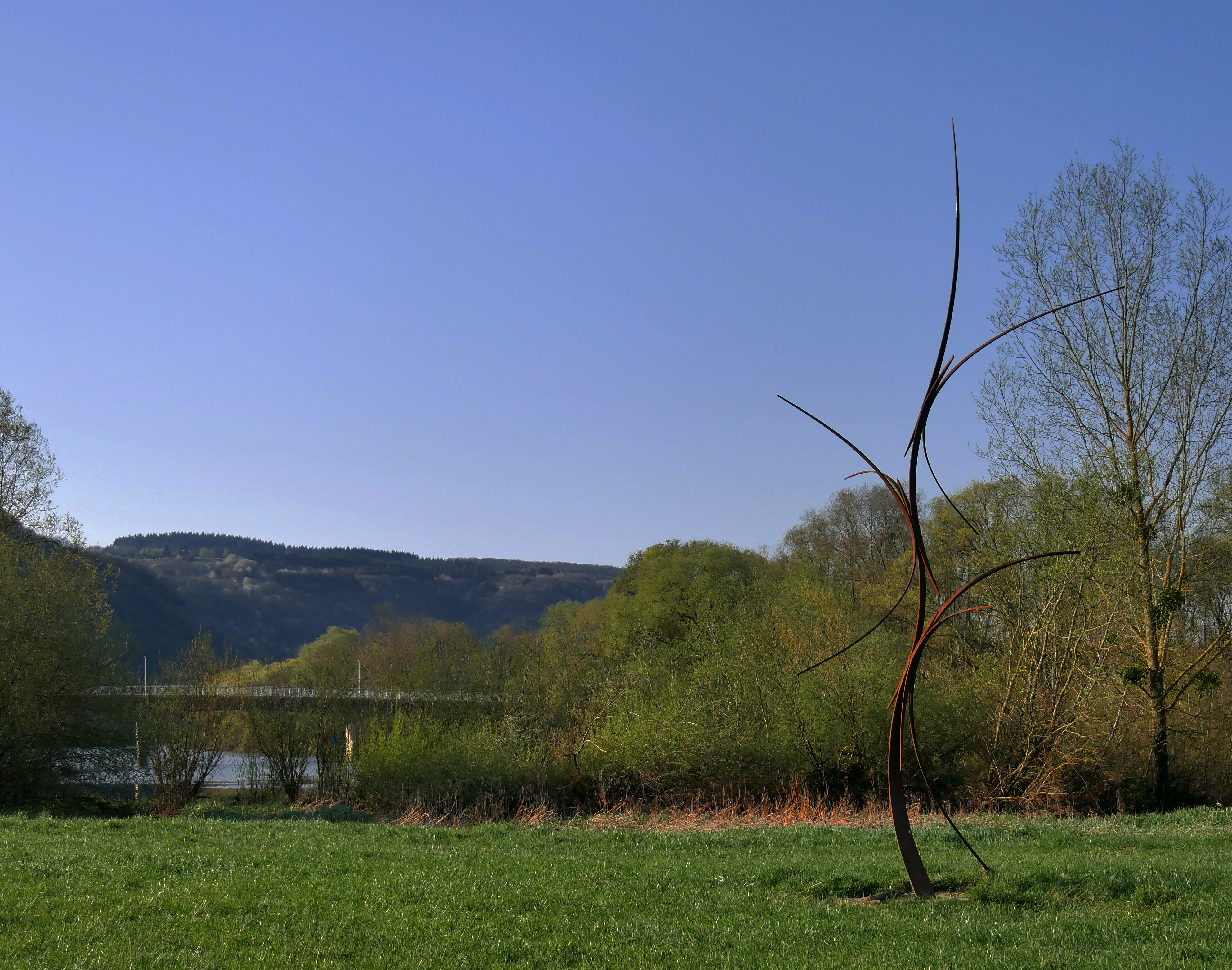
Feuersprung in Wiltingen

Vertretung des Saarlandes beim Bund, Berlin
Landesbank Saar, Saarbrücken
Schloss Dagstuhl, Wadern
Sparkasse Saarbrücken am Neumarkt
Sparkasse Riegelsberg
Universität des Saarlandes, Saarbrücken
Fa. Festo, St. Ingbert-Rohrbach
Wilhelm-Hack-Museum, Ludwigshafen
Wiltingen, Feuersprung, im Rahmen des Bildhauersymposiums Skulpturen am Fluss
Schifferstraße, Saarbrücken